# Tupilapa
Tupilapa, med  158 invånare i comarcan (2005), är en liten badort vid Stilla havet i sydvästra Nicaragua. Den ligger i kommunen Jinotepe i departementet Carazo.